# Stanley Hauerwas

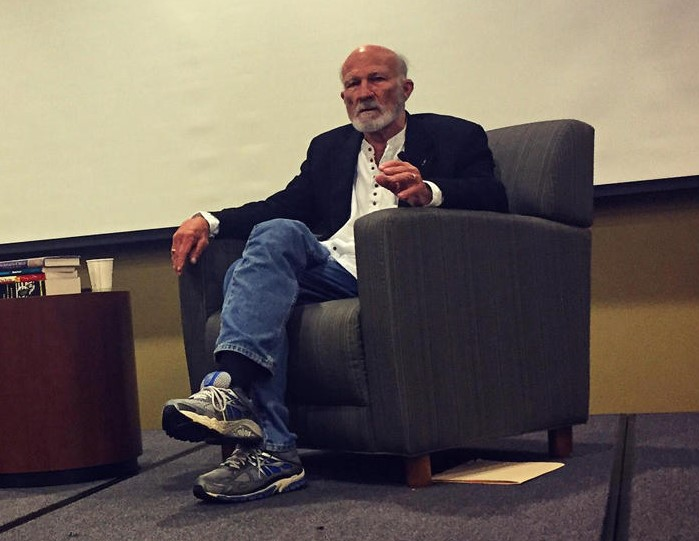
Stanley Hauerwas in 2015

Stanley Martin Hauerwas (Dallas, 24 juli 1940) is een Amerikaans theoloog en intellectueel. Hij is een bekend cultuurcriticus.

## Biografie
Hauerwas is afkomstig uit een arbeidersgezin en groeide op in Pleasant Grove, een arbeiderswijk nabij Dallas. Hij studeerde aan de Southwestern-universiteit, Georgetown (Texas). Aan deze universiteit, gelieerd aan de United Methodist Church, behaalde hij in 1962 Bachelor of Arts. Vervolgens studeerde hij aan de prestigieuze Yale-universiteit, New Haven (Connecticut), waar hij verschillende academische graden haalde, waaronder een doctoraat in de wijsbegeerte. Aan de Yale-universiteit ondergaat hij de invloed van de Zwitserse theoloog Karl Barth (1886-1968). Barth's theologie wordt wel dialectische theologie genoemd of ook wel de "theologie van de crisis". Zijn theologie is sterk theocentrisch en maatschappijkritisch. Daarnaast onderging Hauerwas de invloed van verschillende andere theologen en filosofen, o.a. Aristoteles, Thomas van Aquino, Søren Kierkegaard en John Howard Yoder. Na zijn studie werd hij docent en later hoogleraar ethiek aan de Universiteit van Notre Dame in Notre Dame (St. Joseph County (Indiana). Tien jaar later verruilt hij de Universiteit van Notre Dame voor Duke University, Durham (North Carolina). In 2013 ging hij met emeritaat.
In 2001 ontving Hauwerwas een eredoctoraat in godgeleerdheid aan de Universiteit van Aberdeen, Aberdeen, Schotland. In hetzelfde jaar werd hij door Time uitgeroepen tot beste theoloog van Amerika.

### Theologische positiekeuze
Hauerwas is een scherp criticaster van de twee dominerende theologische stromingen in de Verenigde Staten, de evangelicalen (Evangelicals) en de liberalen. Beide stromingen hebben volgens Hauerwas het christelijk geloof verdraaid en schade toegebracht: de evangelicalen vanwege hun geslotenheid en gerichtheid op het persoonlijke geloofsleven en de liberalen omdat zij vrij onkritisch de huidige (verlichte) inrichting van de samenleving als door God gegeven beschouwen. Beide stromingen hebben met elkaar gemeen dat zij de individuele mens als uitgangspunt nemen, in plaats van God de Heer. Voor Hauerwas belichaamt Jezus Christus een alternatieve manier van leven waar niet onze begeerten regeren maar de vrede van God. Door Zijn leven met anderen te delen, te sterven en op te staan, heeft Jezus de machten van geweld overwonnen en kunnen wij ook leven in vrede. Deze theologische zienswijze gaat uit van een kerk als gemeenschap waar men met elkaar zoekt om Jezus te volgen. Het geloof is geen individuele queeste, je bent met elkaar op weg. Als gelovige kun je niet zonder gemeenschap. In de kerk moeten deugden als nederigheid, naastenliefde, ontvankelijkheid en gulheid ontwikkeld en geoefend worden. De voornaamste taak van de kerk is om "gewoon kerk te zijn". Dat is natuurlijk een buitengewoon complexe opdracht omdat in de kerk een contrastcultuur zichtbaar moet zijn ten opzichte van de seculiere buitenwereld. Er is ruimte voor gebed, eredienst, diaconie, catechese, het lezen van de Bijbel, het breken van het brood en het delen van de beker, en dat alles moet als gemeenschap worden beleefd.
Hauerwas wordt – ondanks zijn kritiek – gezien als een vertegenwoordiger van de evangelische theologie en postliberale theologie.
Hauerwas is een aanhanger van de Christus Victor-verzoeningsleer.

### Resident Aliens
Van de vele theologische en filosofische boeken van zijn hand is het boek Resident Aliens: Life in the Christian Colony dat hij met William Henry Willimon (*1946) schreef en in 1989 verscheen het bekendste. In dit boek betoogd  hij dat christenen hun burgerschap in de hemel hebben en dat de kerk een soort kolonie van de hemel is. Wereldverzaking is daarbij geen optie: een gemeenschap die vredelievend en vredestichtend is kan moeilijk aan wereldverzaking doen, omdat dit in tegenspraak met zichzelf is. In dit boek komt de schatplichtigheid van Hauerwas aan de doperse traditie sterk naar voren.

### Politieke en maatschappelijk positiekeuze
Zijn theologische positiekeuze brengt politieke en maatschappelijke consequenties met zich mee. Vanwege zijn herwaardering van de gemeenschap komt hij regelmatig in conflict met bepaalde aspecten van het individualisme, het kapitalisme, de liberale democratie en het fundamentalisme. Al deze stromingen hebben met elkaar gemeen dat zij het individu centraal stellen en niet God en de gemeenschap. Kleine lokale gemeenschappen vormen de kern voor het verbeteren van de wereld. Hauerwas is kritisch over de Amerikaanse samenleving en bestrijdt het publieke misbruik van het christelijk geloof. Hij noemde president Donald Trump een schoolvoorbeeld van American civil religion, een aan de Amerikaanse levensstijl aangepaste vorm van christendom.
Hauerwas is een bekend criticus van het nationalisme en Amerikaans patriottisme.
Stanley Hauerwas is een pacifist, maar heeft niettemin kritiek op de term omdat daar "passief zijn" in doorklinkt. Hij noemt zichzelf eerder "peace-maker" (vredesstichter).

## Werken
- The Peaceable Kingdom: A Primer in Christian Ethics, University of Notre Dame Press, South Bend 1983 & 1991, ISBN 978-0-268-01554-1.
- Against the Nations: War and Survival in a Liberal Society, University of Notre Dame Press, South Bend 1985 en 1992, ISBN 978-0-26800-638-9.
- Suffering Presence. Theological Reflections on Medicine, the Mentally Handicapped and the Church, University of Notre Dame Press, South Bend 1986 en T.& T.Clark, 1988, ISBN 978-0-56729-142-4
- Christian Existence Today: Essays on Church, World, and Living in Between, 1988, ISBN 1-58743-022-3.
- with William H. Willimon: Resident Aliens: Life in the Christian Colony, 1989 (met William H. Willimon), ISBN 0-687-36159-1.
- A Community of Character: Toward a Constructive Christian Social Ethic, University of Notre Dame Press, South Bend 1991.
- After Christendom: How the Church Is to Behave If Freedom, Justice, and a Christian Nation Are Bad Ideas, Abingdon Press, 1991, ISBN 0-687-00929-4.
- with William H. Willimon: Preaching to Strangers: Evangelism in Today's World, Westminster John Knox Press, 1993, ISBN 978-0-664-25105-5.
- Unleashing the Scripture: Freeing the Bible from Captivity to America, 1993, ISBN 0-687-31678-2.
- Dispatches from the Front: Theological Engagements With the Secular, Duke University Press, Durham 1994 & 1995, ISBN 0-8223-1475-4.
- God, Medicine and Suffering, Eerdmans, Grand Rapids 1994, ISBN 978-0-802-80896-7.
- In Good Company : Church as Polis, University of Notre Dame Press, South Bend 1997.
- Why Narrative? : Readings in Narrative Theology, Wipf & Stock, Eugene 1997.
- Prayers Plainly Spoken, InterVarsity Press, 1999.
- with William H. Willimon: The Truth About God: The Ten Commandments in Christian Life, Abingdon Press, 1999, ISBN 978-0-687-08202-5.
- The Hauerwas Reader, uitg. John Berkman / Michael Cartwright, Duke University Press, Durham, NC 2001, ISBN 0-8223-2691-4.
- With the Grain of the Universe: The Church's Witness and Natural Theology: Being Gifford Lectures Delivered at the University of St. Andrews in 2001, Baker Book House 2001, ISBN 978-1-5874-3016-9.
- met Frank Lentricchia en Rowan Williams: Dissent from the Homeland: Essays After September 11: Essays on September 11, Duke University Press, Durham 2003, ISBN 978-0-82236-540-2
- Performing the Faith: Bonhoeffer and the Practice of Nonviolence, Wipf & Stock, Eugene 2004, ISBN 1-58743-076-2.
- The Cross-shattered Christ: Meditations on the Seven Last Words, Darton, Longman & Todd 2005
- The State of the University: Academic Knowledges and the Knowledge of God (Illuminations - Theory & Religion): Academic Knowledge and the Knowledge of God, Wiley-Blackwell 2007.
- A Cross-Shattered Church: Reclaiming the Theological Heart of Preaching, Brazos 2009.
- Christian Existence Today: Essays on Church, World, and Living in Between, Wipf & Stock, 2010, ISBN 978-1-60899-710-7
- Sunday Asylum: Being the Church in Occupied Territory, The House, Studio 2010.
- Hannah's Child - A Theologian's Memoir, Eerdmans, Grand Rapids/Cambridge 2010 en 2012, ISBN 978-0-8028-6739-1.
- Wilderness Wanderings: Probing Twentieth-Century Theology and Philosophy. Radical Traditions, SCM Press, 2011.
- Working with Words : On Learning to Speak Christian Wipf & Stock, 2011